# عين الصوينع (الدوادمي)
عين الصوينع ، هي قرية من فئة (أ) تقع في محافظة الدوادمي، والتابعة لمنطقة الرياض في السعودية. وتبعد عين الصوينع عن محافظة الدوادمي بمسافة تقارب () كم .